# Скорце
Скорцѐ (на италиански: Scorzè; на венециански: Scorsè, Скорсе) е град и община в Северна Италия, провинция Венеция, регион Венето. Разположен е на 16 m надморска височина. Населението на общината е 18 888 души (към 2014 г.).